# Tuan Mac Cairill
Dans la mythologie celtique irlandaise, Tuan Mac Cairill (Tuan fils de Cairill, son nom a le sens de « silencieux ») est le seul rescapé du cataclysme qui décima le peuple mythique des Partholoniens. Il est le neveu de Partholon.

## Mythologie
Selon le Lebor Gabála Érenn (Livre des Conquêtes d’Irlande), les Partholoniens (du nom de leur chef Partholon) sont arrivés en Irlande, 312 ans après le Déluge, le jour de la fête de Beltaine (1er mai). Leur règne va durer 300 ans, on leur attribue l’invention du druidisme, de l’agriculture, de l’élevage, de la métallurgie. Parallèlement, ils doivent lutter contre les Fomoires.
Tuan est à la fois l’Homme et le Druide primordial. Il ne doit sa survie qu’à des métamorphoses animales successives, pour finalement revenir à l’état humain, afin de transmettre sa science. Sous Partholon, c’est un homme durant cent ans ; puis à l’époque de Nemed, il est un cerf pendant trois cents ans ; il est un sanglier (ou un bouc) sous Senion pendant deux cents ans ; il est un rapace sous Beothach durant trois cents ans ; et encore cent années sous le règne de Mile, il a la forme d'un saumon. Sous cette forme il est attrapé par un pêcheur qui l’offre à la reine Cairill, femme de Muiredach Muinderg. Elle le mange et il redevient humain avec le nom de Tuan Mac Cairill.
C'est l'histoire que Tuan raconte à saint Patrick qui nous donnera l'histoire mythique d'Irlande d'avant le déluge. Giraldus Cambrensis pensait que le personnage de Tuan a été inventé par les Irlandais pour justifier le fait que l'on récitait une généalogie d'une époque d'où personne n'aurait survécu en Irlande.
Tuan Mac Cairill représente la préservation du savoir par transmission de génération en génération.